# Nanzhang Chengguanzhen
Nanzhang Chengguanzhen (kinesiska: 南漳城关镇) är en häradshuvudort i Kina. Den ligger i provinsen Hubei, i den centrala delen av landet, omkring 270 kilometer nordväst om provinshuvudstaden Wuhan. Antalet invånare är 83 604.
Runt Nanzhang Chengguanzhen är det ganska tätbefolkat, med 144 invånare per kvadratkilometer. Närmaste större samhälle är Wu'an, 19,9 km sydost om Nanzhang Chengguanzhen. Trakten runt Nanzhang Chengguanzhen består till största delen av jordbruksmark.
Genomsnittlig årsnederbörd är 1 096 millimeter. Den regnigaste månaden är augusti, med i genomsnitt 205 mm nederbörd, och den torraste är december, med 11 mm nederbörd.